# Gustaf Kolare
Gustaf Charles Kristian Kolare i riksdagen kallad Kolare i Enskede, född den 20 september 1913 i Lund, död den 22 november 1983 i Gustav Vasa församling, Stockholm, var en svensk fackföreningsman och politiker (socialdemokrat).

## Biografi
Gustaf Kolare var ledamot av Örebro stadsfullmäktige 1945–1947 och ordförande i Statstjänarkartellen 1957–1970. Han var ledamot av riksdagens första kammare från 11 maj 1964 och resten av riksdagsåret, han ersatte Lars Lindahl som avled under våren 1964. Kolare var förbundsordförande i Svenska järnvägsmannaförbundet 1956–1970.
År 1973 blev han ordförande i det nybildade Statsanställdas Förbund, nuvarande SEKO. Kolare är gravsatt i minneslunden på Skogskyrkogården i Stockholm.